# Аюбова Піста Ханум Мамед Рза кизи
Піста Ханум Мамед Рза кизи Аюбова (1924, тепер Азербайджан — ?) — азербайджанська діячка, робітниця, майстер Бакинської швейної фабрики імені Володарського. Депутат Верховної ради СРСР 3-го скликання.

## Життєпис
Народилася в родині робітника.
З жовтня 1942 по 1947 рік — робітниця-швачка Бакинської швейної фабрики імені Володарського. Перевиконувала норми на 170—180%. У 1944 році обрана комсоргом швейного цеху.
З 1947 року — майстер агрегату Бакинської швейної фабрики імені Володарського. Обиралася членом комітету комсомолу швейної фабрики, членом бюро районного комітету ЛКСМ Азербайджану міста Баку.
У 1949 році навчалася на тримісячних курсах підвищення кваліфікації в Москві.
Подальша доля невідома.

## Нагороди
- значок «Відмінник легкої промисловості» (1948)